# Inadmissible Evidence (Drama)
Inadmissible Evidence ist ein Drama des englischen Schriftstellers und Dramatikers John Osborne, das am 9. September 1964 von der English Stage Company am Royal Court Theatre in London unter der Regie von Anthony Page mit Nicol Williamson in der Hauptrolle uraufgeführt wurde. Das Werk wurde in gedruckter Form erstmals 1965 von dem Londoner Verlag Faber and Faber veröffentlicht; im selben Jahr erlebte das Stück unter dem Titel Richter in eigener Sache auch im deutschsprachigen Raum am Deutschen Schauspielhaus in Hamburg sowie am Akademietheater in Wien seine Premiere. In Buchform erschien die deutsche Erstausgabe in der Übersetzung von Günther Penzoldt 1968 unter dem Titel Richter in eigener Sache. Stück in 2 Akten im Fischer Verlag.
Im Mittelpunkt des Werkes steht der Rechtsanwalt (Solicitor) Bill Maitland, der am Schluss das Scheitern seiner Tätigkeit als Jurist und den endgültigen Zusammenbruch seiner Kanzlei erleben muss. In einem Wechselspiel zwischen psychodramatischer Bewusstseinsebene einerseits und äußerer realistischer Handlungsebene andererseits zeigt Osborne in seinem Drama den Prozess der mentalen und kognitiven Desintegration seines Protagonisten.
Dabei geht es in dem Werk allerdings weniger um die Kritik an den Missständen in einem einzelnen Berufsstand. Das Milieu der Anwaltspraxis wird von Osborne vor allem dramaturgisch genutzt, um exemplarisch die universelle Problematik einer dissoziativen Bewusstseinsspaltung des modernen Menschen in dem widersprüchlichen Werte- und Normensystem einer dehumanisierten Gegenwartsgesellschaft zu veranschaulichen.

## Inhaltsangabe

### Akt I
In der kafkaesk anmutenden Eingangsszene hat sich die Hauptfigur Bill Maitland, Rechtsanwalt (Solicitor) mittleren Alters, in einer imaginären Gerichtsszene aus nicht näher bestimmten Gründen plötzlich als Angeklagter für seine bisherige Amts- und Lebensführung zu verantworten. Handlungsort dieser alptraumhaften Gerichtsverhandlung ist Maitlands eigenes Büro; der Richter ist sein leitender Angestellter Hudson, während sein Kanzleigehilfe Jones als Staatsanwalt und Gerichtsschreiber auftritt. Maitland, der an der zunehmend rationalisierten Arbeitswelt und den alltäglichen Spannungen in seiner Anwaltskanzlei leidet und in seinem Selbstbild zutiefst verunsichert und schuldbewusst ist, besteht darauf, sich ohne anwaltlichen Beistand selber zu verteidigen. Seine anfangs noch juristisch angelegten Ausführungen zu seiner Verteidigung entwickeln sich jedoch zunehmend zu einer ganz persönlichen Lebensbeichte, die keinerlei Zielführung in der Argumentation mehr erkennen lässt und stattdessen seine grundsätzliche Desorientierung enthüllt. Seine von ihm angedeuteten Lebensprobleme weisen bezogen auf die institutionellen Gegebenheiten des Gerichtes, mit dem sie auf seltsame Weise konfrontiert werden, keinen Geltungsanspruch mehr auf und gipfeln in einem Monolog, der – teilweise vergleichbar mit Beckett – seine eigene Selbstauflösung in sich trägt.
Auf Maitlands Alptraum folgt in unmittelbarem Übergang die Darstellung eines Arbeitstages in seiner Kanzlei. Schlecht gelaunt und unausgeschlafen artikuliert Maitland seine Missstimmung gegenüber Hudson, zu dem anscheinend ein besonderes Vertrauensverhältnis besteht und dem er auch eine Partnerschaft in seiner Anwaltskanzlei anbietet. In den Gesprächen zeichnen sich die Auslöser für Maitlands Gereiztheit ab: insbesondere die räumliche und berufsbedingte Nähe zu seinem Anwaltsgehilfen Jones, den er als Vertreter des auf den technischen Fortschritt ausgerichteten Wohlfahrtsstaats wenig schätzt, sowie seine Probleme in den privaten Beziehungen.
Er steht unter dem Druck, sich entscheiden zu müssen, ob er am Wochenende mit seiner Geliebten Liz Eaves verreisen oder aber an der von seiner Frau Anna zu Hause geplanten Geburtstagsfeier für seine Tochter Jane teilnehmen soll. In den Telefonaten mit seiner Freundin und seiner Ehefrau offenbart sich seine Verlassenheit sowie gleichzeitig seine Unfähigkeit, Hilfe anzunehmen.
Auf der äußeren Handlungsebene muss er zudem die schmerzliche Kündigung seiner Sekretärin Shirley hinnehmen, mit der er eine Affäre hatte. Widerwillig muss er sich an diesem Morgen auch ausnahmsweise um die ansonsten von seinem Angestellten Hudson betreute Mandantin Mrs. Garney kümmern und sich mit ihrer Scheidungsangelegenheit befassen. Als ihm die Ähnlichkeiten zwischen seiner eigenen Situation und der des Ehemannes seiner Mandantin unmittelbar bewusst werden, bittet er seine Telefonistin Joy, den Abend mit ihm zu verbringen.

### Akt II
Nachdem Maitland die Nacht in seiner Anwaltspraxis verbracht hat, telefoniert er mit seiner Geliebten Liz Eaves und seiner Ehefrau Anna. Für das Publikum bleibt unklar, ob Maitland diese Telefonate tatsächlich führt oder aber nur von ihnen geträumt hat. Das dazwischen liegende Geschehen lässt sich nur indirekt aus Maitlands Äußerungen und dem weiteren Verlauf der Ereignisse erschließen: Offenbar hat seine Ehefrau ihn bei seinem Schäferstündchen mit seiner Mitarbeiterin Joy im Büro überrascht und ihn auf eine Party mitgenommen, wo er sich betrunken hat.
In der weiteren Realszenerie in der Kanzlei, die auf dieses Vorspiel folgt, enthüllt sich die wachsende Nervosität des Protagonisten. So gibt er Joy widersprüchliche Anweisungen, spricht den Verlust seiner Mandantin Mrs. Garney an, klagt über seine Situation in weiteren Telefon mit Liz und wird überdies von der zwanghaften Befürchtung geplagt, sein Daumen sei von einem Krebstumor befallen.
Er spricht mit Joy über den vorausgegangenen Abend und führt eine Unterredung mit Hudson, in der sich dessen Ausscheiden aus der Kanzlei andeutet. Zudem zeichnet sich ab, dass der Juristenverband nach Hinweisen anderer Anwälte Anstoß an Maitlands unüblichen Praktiken nimmt und seine Kanzlei genauer überprüft werden soll.
Anschließend wird Maitland von zwei Mandantinnen, Mrs. Tonks und Mrs. Anderson, aufgesucht, deren Rollen beide von der Schauspielerin gespielt werden, die zuvor als Mrs. Garney aufgetreten ist. Es geht nochmals um die Scheidungsverfahren der beiden Mandantinnen, wobei diese jeweils die von Maitlands Mitarbeitern Hudson und Jones verfassten Schriftsätze selber vorlesen. Der Protagonist zitiert in den Gesprächen mit Mrs. Tonks und Mrs. Anderson zunächst aus den Gegendarstellungen der Anwälte ihrer Ehemänner, kommentiert dann jedoch mehr und mehr das Vorgelesene aus seiner persönlichen Sicht und Betroffenheit.
Zwei weitere Telefongespräche folgen, die Maitlands zunehmende Isolierung im beruflichen Bereich offenbaren. Danach berät er den nächsten Mandaten Mr. Maples, dessen Rolle von dem Schauspieler gespielt wird, der zuvor als Jones aufgetreten ist. Maples ist von der Polizei wegen strafbarer homosexueller Aktivitäten überführt worden und hat bereits ein Schuldgeständnis abgelegt; Maitland hofft jedoch, in diesem von ihm schon lange Zeit vorbereiteten Fall dennoch mit juristischen Kniffen einen Freispruch zu erzielen.
Nach der Unterredung mit Maples erscheint Maitlands Tochter Jane in der Kanzlei. In dem Zusammentreffen mit seiner Tochter redet ausschließlich Maitland; seine Tochter dagegen schweigt die gesamte Zeit.
Nachdem in der Zwischenzeit Hudson und Jones gekündigt haben, teilt nun auch Joy ihrem Arbeitgeber mit, dass sie die Kanzlei verlassen werde. Maitlands Freundin und Geliebte Liz sucht ihn anschließend in seinem Büro auf, lässt ihn aber, als er sich nicht helfen lassen will, einsam zurück.
Am Schluss des Dramas erklärt der Protagonist in einem weiteren Telefonat mit seiner Frau Anna, dass er nicht nach Hause kommen werde, sondern in seiner Kanzlei auf seine Verhaftung warten wolle, die vom Juristenverband (law society) veranlasst worden sei.

## Interpretationsansatz

### Bedeutungsgehalt des Titels
Das Stück beginnt mit der Alptraumszenerie des Gerichts, die mittels epischer Verfremdungstechniken – Richter und Staatsanwalt bzw. Gerichtsdiener setzen ihre Perücken ab und verwandeln sich in die Kanzleimitarbeiter Hudson und Jones – in die anschließende Alltagsszenerie der Rechtsanwaltspraxis übergeht.
In der Alptraumszene zu Beginn wird dabei die für das Stück charakteristische Umkehrung des unter normalen Umständen zu Erwartenden vorweggenommen: Das mit einer Unschuldserklärung des Protagonisten beginnende Plädoyer gerät unversehens zu einer massiven Selbstanklage, die mit der Vision des Strafvollzugs in einem Gefängnis endet. Paradoxerweise klagt Maitland sich an, statt sich zu verteidigen. Damit wird ein grundsätzlicher Werte- und Normenkonflikt angekündigt, der das Stück im weiteren Verlauf durchzieht: Was vor dem eigenen Gewissen wahr ist und damit zulässiges Beweismittel (admissible evidence)  wäre, verändert sich dem Titel entsprechend in nicht verwertbares oder unzulässiges Beweismaterial (inadmissible evidence) vor Gericht oder anderen gegenüber.
Auf der Ebene des Psychodramas zeigt sich bereits in nuce, was in den nachfolgenden Szenen auf der realistischen Ebene bestätigt wird: Für den Protagonisten Bill Maitland sind die üblichen Werte und Normen wie auch der geltende Verhaltens- und Interaktionskodex in seinem Berufsstand fragwürdig geworden. Damit wird jedoch nicht nur seine eigene professionelle Rolle als Anwalt und Rechtsvertreter in Frage gestellt, sondern letztlich auch sein Verhältnis zur Realität überhaupt.
Die Verstrickungen und Verkehrungen, die Maitlands reale Interaktionswelt kennzeichnen, resultieren Hubert Zapf zufolge hauptsächlich aus seiner gleichsam pathologischen Projektion der in seinem privaten Leben verschwundenen persönlichen Dimension und Erlebniswelt in die Beziehung zu seinen Angestellten und Mandanten. So bittet er etwa seinen Mitarbeiter Hudson um Rat in den intimsten Angelegenheiten und lässt sich von seinen Klienten deren persönliche Erlebnisse und Erfahrungen berichten, statt sich auf die konsequente Verfolgung ihrer Rechtsinteressen zu konzentrieren. In den Gesprächen mit seinen Besuchern, die er nicht nur zufälligerweise überwiegend in Scheidungsfällen vertritt, identifiziert er sich „bis zur Selbstvergessenheit“ nicht nur mit dem Schicksal seiner Mandanten, sondern sogar mit dem ihrer Prozessgegner. Daher ist es nicht überraschend, dass er seine Klienten der Reihe nach verliert und schließlich auch seine Angestellten die Kanzlei verlassen.
Deutlich zu Tage tritt diese Verkehrung der Interaktionswelt von Maitland bei dem Besuch von Mrs. Garney am Ende des ersten Aktes. Während Maitland damit beschäftigt ist, den von Hudson vorbereiteten juristischen Argumentationsgang seiner Mandantin vorzutragen, bittet er diese unvermittelt in völlig unkonventioneller Form darum, ihm ihre ureigensten Gefühle im Hinblick auf ihre bevorstehende Scheidung mitzuteilen. Dies wiederum führt zu einer unerwarteten Reaktion der Klientin: Sie zeigt Schuldgefühle und eine tiefe Sorge um ihren Mann, von dem sie sich scheiden lassen möchte. Eine derartige Erklärung wäre jedoch als ein privates Schuldanerkenntnis vor Gericht nicht brauchbar für ihre juristische Interessensvertretung, mithin unzulässiges Beweismaterial, da es nur sie selber, nicht jedoch den von ihr auf Unterhaltsleistungen zu verklagenden Ehemann belasten würde. Die Parallelen zu der imaginären Gerichtsszene zu Beginn des Stückes sind unübersehbar: Auch hier wird der Versuch einer Selbstentlastung zur Selbstanklage (vgl. den im Drama hervorgehobenen Gegensatz zwischen „legally“ und „morally or emotionally“, d. h. zwischen Rechtswirklichkeit und Moral oder Rechtsempfinden, S. 41).
Damit wird der eingangs nur angedeutete Konflikt zwischen den Normen des Rechtssystems einerseits, das nur „die rational kalkulierte Machbarkeit und vermarktbare Produktion von Wahrheiten“ anerkennt, und der intuitiv von dem persönlichen Empfinden eines Individuums erfassten Wahrheit andererseits deutlicher entfaltet und akzentuiert. Was vor dem eigenen Gewissen des Einzelnen als „admissible evidence“ gelten muss, erscheint vor der gesellschaftlichen Gerichtsbarkeit dagegen als „inadmissible evidence“. Umgekehrt müssen dagegen die für eine erfolgreiche Verhandlungsführung frisierten oder zurechtgebogenen Aussagen („cooking up evidence on occasion“, S. 26) für das persönliche Gewissen als „inadmissible evidence“ gelten.
In dem nächsten Mandantengespräch mit Mrs. Tonks wird die Wahrheitsferne des juristisch als wahr Geltenden ins Groteske gesteigert. Das von Maitlands Mitarbeitern verfasste Scheidungsgesuch, das von Mrs. Tonks selber vorgelesen wird, steht in offenkundigem Widerspruch zu der ebenfalls von Juristen aufgesetzten Darlegung des verklagten Ehemannes. Die Frage danach, wo die Wahrheit liegt, ist für Maitland nicht mehr zu klären. Daher ergreift er in diesem Gespräch nicht mehr Partei für seine Klientin und vertritt bei seiner dritten Mandantin, Mrs. Anderson, sogar die Position ihres Ehemannes, mit dem er sich in seinem subjektiven Erleben identifizieren kann. Mehr und mehr verfolgt er dabei seine eigenen Gedanken, die nur noch rein assoziativ mit dem von Mrs. Anderson vorgelesenen Gerichtsprotokoll des Falles verknüpft sind.
Während Maitland nicht mehr in der Lage ist, in der Vertretung der Fälle seiner drei weiblichen Klientinnen juristisch professionell zu agieren, möchte er demgegenüber den homosexuellen Mandanten Mr. Maples mit allen Finessen seiner Kunst vor Gericht entlasten, obwohl der Polizei bereits ein Schuldeingeständnis Maples vorliegt. Paradoxerweise demonstriert Maitland damit sein berufliches Engagement genau in dem Moment, an dem er als Jurist keine Möglichkeit mehr hat, die Anklage gegen seinen Mandanten abzuwenden. Aus diesem Grunde wird er auch von seinen Berufskollegen wie etwa dem für den Fall zuständigen Barrister nicht mehr ernst genommen.
Thematisch dramatisiert Osborne in dem Kanzleimilieu des Stückes damit den grundsätzlichen Gegensatz zwischen einer umfassenden Wahrheit, die durch die Totalität der konkreten menschlichen Erfahrungen bestimmt ist, und einer reduzierten (Halb-)Wahrheit, die durch Kalkül oder rechtliche Taktik geprägt ist. Dieser grundlegende Widerspruch wird in Osbornes Stück aber nicht auf die Berufswelt der Juristen eingegrenzt, sondern als eine „Problematik von universaler Geltung“ dargestellt.
Die Mechanismen der Kanzlei- oder Juristenwelt sind gleichzeitig Ausdruck der modernen technokratischen Realität, in der wir leben. Aus Maitlands Sicht ist das Rechtssystem nur das Subsystem einer Gesellschaftsordnung, die durch den technologischen Fortschritt bestimmt ist, der alle Bereiche der Realität durchdringt. Die Werte und Normen dieser Fortschrittsideologie haben sich dabei verselbständigt und dienen einzig der Erhaltung eines bürokratischen Systems, das zum Selbstzweck und damit dehumanisiert worden ist (vgl. S. 29).
Plastisch verdeutlicht wird dies bereits in der surrealen Alptraumszene am Anfang, wo Maitland sich in seinen Ausführungen nicht auf Gott, sondern ironischerweise auf die soziale Fortschrittsgläubigkeit beruft und diese damit zugleich in einem negativen Licht dastehen lässt (S. 10 f.). An späterer Stelle artikuliert er sein Unbehagen über die technologisch aufscheinende Möglichkeit, die bisher von einem Anwalt und Richter persönlich aufzubereitenden und zu beurteilenden Fakten in einen Computer einzugeben, der die Frage nach der Wahrheit sodann mechanisieren könnte (vgl. S. 29). Wie Norbert H. Platz in seiner Deutung ausführt, wäre der „rechtsprechende Computer, der nur noch die in seiner Sprache verschlüsselten Fakten auswertet, ... die konsequente Weiterentwicklung der Richterrolle in der bürokratischen Gesellschaft“.

### Sinn- und Existenzkrise des Protagonisten
Versucht Maitland, wie oben angesprochen, einerseits sein Bedürfnis nach persönlicher Nähe zu erfüllen, indem er im Gegensatz zum geltenden juristischen Verhaltenskodex seine eigene emotionale Erlebnis- und Empfindungswelt in die Beziehungen zu seinen Mitarbeiten und Mandanten projiziert, so kommuniziert er andererseits mit den ihm privat am nächsten stehenden Menschen nahezu ausschließlich per Telefon.
In den wiederholten Telefonaten Maitlands insbesondere mit seiner Ehefrau Anna und seiner Geliebten Liz, die einen nicht unerheblichen Teil des Dramas ausmachen, werden die Gesprächsanteile der jeweils anderen Seite für das Publikum jedoch nicht wiedergegeben; die Telefongespräche verlieren ihren ursprünglich dialogischen Charakter und bleiben in auffälliger Weise inkohärent sowie monologisch. Die individuellen Konturen der mit Maitland enger verbundenen Menschen sind für die Zuschauer konkret nicht greifbar und verbleiben auf der Ebene der face-to-face-Beziehung in einer eigentümlichen anonym-abstrakten oder irrealen Zwischenwelt.
Obwohl Maitland versucht, sich aus den Zwängen des von ihm abgelehnten technologisch-bürokratischen Systems zu befreien, liegt seine in dem anfänglichen Alptraum sich abzeichnende und im Verlauf des Dramas immer deutlicher hervortretende Sinn- und Existenzkrise vor allem darin begründet, dass sein bisheriges Leben durch die Werte eben dieser dehumanisierten neuen sozialen Realität bestimmt gewesen ist und er wesentliche Bereiche seines eigenen menschlichen Daseins verdrängt hat.
Wie er selber bekundet, sind seine beruflichen Entscheidungen allesamt Routineentscheidungen ohne jegliche innerlich empfundene eigene Verantwortlichkeit gewesen; auch sein eigenes Versagen in Freundschaft und Liebe muss er sich nun eingestehen (S. 20). Auf die Effizienz seiner Kanzlei bedacht, hat er Angestellte wie Hudson für sich arbeiten lassen, die auf Erfolg ausgerichtete Beziehung zu ihnen jedoch als persönliches Freundschaftsverhältnis missverstanden. In seinen Liebesbeziehungen zeigt sich gleichermaßen sein eigenes Versagen: Die zahllosen Affären offenbaren nur, dass es ihm bei seinen Freundinnen und Geliebten lediglich auf einen quantitativ messbaren Erfolg im Einklang mit den Maßstäben des neuen technologischen Zeitalters ankam. Um seine eigenen psychisch-physischen Bedürfnisse zu befriedigen, scheute er auch nicht vor rational kalkulierten intimen Beziehungen zu seinen weiblichen Mitarbeiterinnen zurück. Während seine Telefonistin Joy dies mit gleichsam nymphomanischer Indifferenz hinnimmt, fühlt sich seine Sekretärin Shirley dagegen in ihrer Würde verletzt und kündigt. Erst in diesem Moment ist Maitland ansatzweise imstande, sich auch auf der persönlich-emotionalen Ebene einzubringen, was Shirley nun allerdings nicht mehr annehmen kann.
Die Beziehung zu seiner Frau Anna und seiner Freundin Liz ist durch eine ähnliche „Konsumentenhaltung“, in der kein echter emotionaler oder geistig-seelischer Austausch stattfindet, gekennzeichnet. So überhäuft Maitland beispielsweise beide – bezeichnenderweise am Telefon – mit seinen Problemen, ohne auf deren Wünsche oder Anliegen auch nur im Geringsten einzugehen. Damit entwertet er sie jedoch als Menschen – ähnlich wie seine Mitarbeiterinnen auf der sexuellen Ebene –  zu einer „verplanten Kategorie innerhalb eines mechanistischen Systems“.
Maitlands wachsende Erkenntnis seines eigenen konformistischen Mitwirkens in diesem dehumanisierten System und seine Einsicht in die eigene persönliche Schuldverstrickung durch die Ausbeutung seiner beruflich-sozialen und freundschaftlich-intimen Beziehungen bewirkt nicht nur seine zunehmende psychische Desintegration, sondern führt ihn zugleich in die Isolation und Einsamkeit.
Osbornes Drama zeigt gleichermaßen die Unaufhaltbarkeit dieser Entwicklung: Das verfehlte, paradoxe Bemühen des Protagonisten um eine menschlich-emotionale Beziehung zu seinen Mandantinnen und Klienten ist in der dargestellten mitleiderregenden Lage zwangsläufig zum Scheitern verurteilt und verstärkt nur immer mehr Maitlands Isolation; seine wachsende innere Verunsicherung und Einsamkeit ist zugleich untrennbar verknüpft mit dem Zusammenbruch der äußeren Welt seiner Kanzlei und stellt damit den Preis dar, den er für seinen Rückzug aus dem Konformismus zu zahlen hat.
Maitlands Versuch einer Überwindung seines bisherigen Verhaltens und seine Bemühung um eine Neuorientierung scheitern letztlich auch an dem Unverständnis seiner Mitmenschen für eine derartige Rückbesinnung auf die tatsächlichen seelischen Bedürfnisse. Von Shirley und seinen übrigen Angestellten wird er verleugnet; auch bei seiner Tochter und vor allem bei Liz finden seine Anstrengungen trotz eines aufrichtigen Liebesgeständnisses keine Resonanz.
Damit verliert Maitland alle Fixpunkte, die er im Bewusstsein anderer Menschen zu haben glaubte. Seine zunehmende psychisch-emotionale Verunsicherung erfasst schließlich auch den kognitiven Bereich und er gerät in „einen Zustand, in dem feste Relationen sich auflösen und das Vertraute in qualvoller Weise fremd erscheint“.
Seine Fähigkeiten zur kognitiven oder praktischen Ordnung und Bewältigung der Wirklichkeit schwinden; er ist nicht länger imstande, sich auf sein Gedächtnis oder seine Fähigkeit zur vernünftigen Entscheidungsfindung zu verlassen. In gleicher Weise, wie sich Maitlands Bewusstsein seiner eigenen Identität auflöst, zerfließen auch die Identitäten der anderen Personen.
Osborne akzentuiert das Verschwimmen und die Austauschbarkeit der Identitäten in Maitlands Wahrnehmung, indem er die Rollen der drei weiblichen Mandantinnen von nur einer Schauspielerin darstellen lässt und der Konformist Jones gleichzeitig in Gestalt ein- und desselben Schauspielers als der Sonderling Maples auf der Bühne auftritt.
Die thematische Grundproblematik des Stückes prägt darüber hinaus dessen spezifische Form und dramatische Struktur: Es fehlt eine durchgeführte Handlung im klassischen Sinne; stattdessen finden sich in dem ambivalenten Wechselspiel von Psychodrama und realistischem Handlungsmodus, das nach Osbornes Intention die Widersprüchlichkeit der Realität („ambuigity of reality“, S. 63) spiegeln soll, zahlreiche Inkohärenzen, Wiederholungsmuster, gebrochene Dialoge und monologartige Redeströme des Protagonisten, die zum Teil an das absurde Theater erinnern.

## Rezeption
Osbornes Werk wurde nach der Uraufführung am Royal Court Theatre in London im September 1964 von der großen Mehrheit der Kritiker durchaus positiv, wenn nicht sogar überschwänglich aufgenommen. So war etwa der renommierte britische Literaturkritiker Harold Hobson in seiner Rezension in der Sunday Times voll des Lobes über die technischen Fertigkeiten, die Osborne als Dramatiker in diesem Werk zeige, und zählte das Stück mit Abstand zu den bisher besten Werken Osbornes. Auch Bernard Levin brachte in seiner Kritik des Stückes in der Daily Mail seine Anerkennung und Bewunderung für Osbornes Drama zum Ausdruck.
Der Theaterwissenschaftler Martin Essslin kritisierte demgegenüber 1965 die fehlende thematische Tiefe oder Aussagekraft des Werkes. Osbornes Haupttalent sei wie in auch seinen übrigen Stücken allein „der rhetorische Schwung seiner Invektive“, der bei oberflächlicher Betrachtung „Stil, Talent und dichterische Kraft“ vortäuschen könne; inhaltlich bleibe es aber bei „vagen Äußerungen eines allgemeinen Mißvergnügens“.
Anlässlich einer Neuinszenierung des Dramas am Royal Court Theatre 1978 wies der bekannte Literaturkritiker Michael Billington zwar auf leichte Schwächen in der Anlage der Nebenfiguren des Stückes hin, betonte aber sogar 14 Jahre nach der ursprünglichen Premiere den unvergesslichen Eindruck, den die erneute Aufführung bei ihm hinterlassen habe als „an overwhelming experience in which the sense of private pain, paranoia and anguish is deeply moving“ (dt. „eine überwältigende Erfahrung, in der das Spüren von persönlichem Schmerz, Paranoia und seelischer Qual tief berührt“).
In einem Rückblick auf das Werk betrachtete John Heilpern, der langjährige Theaterkritiker des New York Observer und des Guardian, Inadmissible Evidence als Osbornes „persönlichstes Stück“, das aus „den Tiefen einer gequälten Seele“ seines Verfassers entstanden sei („his most personal play, written from the depths of a tortured soul“). Das Werk entspreche zwar nicht den konventionellen Regeln der Dramaturgie eines „well-made play“; Menschen wie der von Schmerz gepeinigte Protagonist des Dramas seien aber nicht kohärent und ihre Schmerzensschreie und Verwirrung keinesfalls strukturiert oder geordnet.

## Adaptionen
1968 entstand unter der Leitung von Anthony Page, der bereits bei der Uraufführung des Dramas 1964 die Regie geführt hatte, eine Filmfassung nach einem Drehbuch von Osborne erneut mit Nicol Williamson in der Hauptrolle, der auch in der Bühneninszenierung am Royal Court Theatre 1964 die Rolle des Bill Maitland gespielt hatte.

## Ausgaben

### Englische Ausgaben
- John Osborne: Inadmissible Evidence. Faber and Faber, London 1965 (Neuauflage 1998).
- John Osborne: Inadmissible Evidence. In: Plays Three. Faber and Faber, London 1998, S. 178–264.

### Deutsche Ausgabe
- John Osborne: Richter in eigener Sache : Stück in 2 Akten . Ins Deutsche übersetzt von Günther Penzoldt.  Fischer Verlag, Frankfurt a. M. und Hamburg 1968.